# 렌디션 (기업)
렌디션(Rendition)은 1990년대 중순에서 말까지의 3D 컴퓨터 그래픽스의 칩셋 제조사였다. Vérité 1000, Vérité 2x00 등의 제품들로 잘 알려졌으며 하드웨어 가속 버전의 게임(vQuake)를 만들기 위해 퀘이크 개발자 존 카맥과 직접 작업한 최초의 3D 칩셋 제조사들 가운데 하나였다. 당시 렌디션의 주요 경재사는 3dfx였다. 렌디션의 사유 렌더링 API는 Speedy3D(도스용)와 RRedline(윈도우용)였다.

## 3D 칩셋

### Vérité V1000
1996년 출시된 렌디션의 V1000 칩셋은 RISC 기반 아키텍처로 유명했다. V1000은 3차원 그래픽스를 렌더링하기 위해 프로그래밍 가능한 코어를 활용한 최초의 PC 그래픽스 카드였다. V1000은 매트록스 밀레니엄, ATI 레이지/3D, S3 Virge3D와 같은 경쟁사들보다 더 빠르고 더 진보했다.(기능 면에서) 오직 3DFX의 부두 그래픽스가 더 빨랐으나 3DFX 부두와 달리 V1000에는 2D/VGA 기능이 포함되어 있었기 때문에 3D 게이밍을 위한 최초의 싱글 보드 솔루션이 되었다.
Vérité는 64비트 버스에서 최대 4 MiB EDO DRAM의 로컬 프레임버퍼를 지원했다.(이론적으로 400 MB/초의 대역폭) 3D 게이밍 외에도 Vérité에는 IBM VGA 호환 디스플레이 컨트롤러가 포함되었고 윈도우 운영 체제를 위한 전통적인 2D/GUI 가속기 역할을 하였다.
Vérité는 퀘이크가 유일하게 지원하는 최초의 가속기로 주장되었다.
보드 파트너 넘버 나인 비주얼 테크놀로지는 나중에 Vérité 제품들을 취소하였다. Masters of Doom라는 책에서 카맥은 id가 사유 API로부터 산업 표준 OpenGL로 전향하려는 이유로 Vérité 프로그래밍의 나쁜 경험을 언급하였다.

### Vérité V2x00
렌디션의 2세대 아키텍처는 Vérité V2100와 V2200으로 구성되었다. 칩들은 V1000 기술의 정제된 버전이었으며 대부분 싱글 사이클 화소 기반의 소비를 제공하였다.

### Vérité V3300 RRedline (미출시)
V3300은 렌디션의 3세대 3D 그래픽스 칩셋이다. IBM에서 0.35 μm 공정으로 제조될 예정이었고 1999년 초 렌디션의 하이엔드 칩셋으로 V2200을 대체할 예정이었다. 이 칩셋은 출시된 적이 없다. 수차례 지연 후 1998년 렌디션은 마이크론 테크놀로지에 의해 인수되었고 프로젝트는 취소되었다.

### Vérité V4400E (미출시)
1998년 마이크론에 인수됨과 동시에 렌디션은 마이크론의 임베디드 DRAM 기술을 활용하길 바랐다. V3300 프로젝트의 차질이 있은 이후, 또 수차례의 연기 이후 최종 취소가 있은 이후 렌디션은 2000년에 V4400 칩의 약속과 함께 컴백했다. 이 새로운 칩은 12 MB의 임베디드 메모리가 사용할 125,000,000개의 트랜지스터를 갖출 것으로 주장되었다. 이 임베디드 메모리 설계는 나중에 마이크론의 AMD 애슬론 칩셋(코드명 Mamba)에 사용되었으나 실제 그래픽스 칩에는 표면화되지 못했다.

## 경쟁 칩셋

### V1000 시대
- 3D랩스 Permedia
- 3Dfx 부두 그래픽스
- ATI 3D Rage, Rage II
- 매트록스 미스틱
- 넘버 나인 이매진 128 시리즈 2
- 엔비디아 NV1
- NEC-비디오로직 파워VR 시리즈 1 (PCX1)
- NEC PC-FXGA
- S3 ViRGE

### V2x00 시대
- 3D Labs Permedia 2
- 3Dfx 부두2, 3dfx
- ATI 3D 레이지 프로(Rage Pro)
- 매트록스 미스틱(Matrox Mystique) 220; 매트록스 밀레니엄 II, 매트록스 m3D
- 넘버 나인 티켓 2 라이드(Number Nine Ticket 2 Ride)
- NVIDIA 리바 128
- PowerVR 시리즈 2 (PCX2)
- S3 ViRGE DX/GX/GX2, Trio3D
- SiS 6326